# Labochirus proboscideus
Espèce
Synonymes
- Thelyphonus proboscideus Butler, 1872
- Thelyphonus parvimanus Butler, 1873

Labochirus proboscideus est une espèce d'uropyges de la famille des Thelyphonidae.

## Distribution
Cette espèce est endémique du Sri Lanka.

## Publication originale
- Butler, 1872 : A monograph of the genus Thelyphonus. Annals and Magazine of Natural History, sér. 4, vol. 10, p. 200–206 (texte intégral).